# New England Patriots 1988
La stagione 1988 dei New England Patriots è stata la 19ª della franchigia nella National Football League, la 29ª complessiva e la quinta con Raymond Berry come capo-allenatore. La stagione si concluse con un bilancio di nove vittorie e sette sconfitte, al secondo posto a pari merito della AFC East division. In questa stagione vi fu l'addio del proprietario originario Billy Sullivan che, con i Patriots sull'orlo della bancarotta, cedette il club a Victor Kiam.

## Roster
| Roster dei New England Patriots nel 1988 |
| --- |
| Quarterback - 11 Tony Eason - 2 Doug Flutie - 14 Steve Grogan - 12 Tom Ramsey Running Back - 34 Bob Perryman FB - 44 John Stephens Wide Receiver - 80 Irving Fryar PR - 82 Sammy Martin KR - 86 Stanley Morgan Tight End - 81 Russ Francis Offensive Linemen - 78 Bruce Armstrong T - 68 Mike Baab C - 62 Sean Farrell G - 73 Danny Villa T - 61 Ron Wooten G Defensive Linemen - 72 Tim Goad NT - 60 Garin Veris DE - 96 Brent Williams DE Linebacker - 50 Larry McGrew OLB - 52 Johnny Rembert ILB - 95 Ed Reynolds ILB - 56 Andre Tippett OLB Defensive Back - 26 Raymond Clayborn CB - 38 Roland James SS - 42 Ronnie Lippett CB - 31 Fred Marion FS Special Team - 6 Jeff Feagles P - 7 Teddy Garcia K |
| Legenda - I rookie sono in corsivo. - Il primo ruolo è il principale mentre gli eventuali successivi indicano i ruoli secondari. - (IR) sta per Injured Reserve ed indica la lista ristretta per un solo giocatore infortunato che può tornare ad allenarsi dopo la settimana 6 e a rientrare in prima squadra dopo che questa ha giocato 8 partite. - (NF-Inj.) / (NF-Ill.) stanno rispettivamente per Non-Football Injured e Non-Football Illness ed indicano le liste dove viene inserito un giocatore che ha un infortunio o una malattia non dipendente dal football americano. - (PUP) sta per Physically Unable to Perform ed indica la lista dove viene inserito un giocatore mentre è in attesa di recuperare la condizione fisica. Nella stagione regolare dopo la sesta partita giocata dalla propria squadra, il giocatore ha tempo tre settimane per riprendere ad allenarsi, più tre settimane aggiuntive dal suo rientro agli allenamenti per rientrare in prima squadra. |

## Calendario
| Turno | Data       | Avversario            | Risultato | Record | Pubblico |
| ----- | ---------- | --------------------- | --------- | ------ | -------- |
| 1     | 4/9/1988   | New York Jets         | V 28–3    | 1–0    | 44,027   |
| 2     | 11/9/1988  | at Minnesota Vikings  | S 36–6    | 1–1    | 55,545   |
| 3     | 18/9/1988  | Buffalo Bills         | S 16–14   | 1–2    | 55,945   |
| 4     | 25/9/1988  | at Houston Oilers     | S 31–6    | 1–3    | 38,646   |
| 5     | 2/10/1988  | Indianapolis Colts    | V 21–17   | 2–3    | 58,050   |
| 6     | 9/10/1988  | at Green Bay Packers  | S 45–3    | 2–4    | 51,932   |
| 7     | 16/10/1988 | Cincinnati Bengals    | V 27–21   | 3–4    | 59,969   |
| 8     | 23/10/1988 | at Buffalo Bills      | S 23–20   | 3–5    | 76,824   |
| 9     | 30/10/1988 | Chicago Bears         | V 30–7    | 4–5    | 60,821   |
| 10    | 6/11/1988  | Miami Dolphins        | V 21–10   | 5–5    | 60,840   |
| 11    | 13/11/1988 | at New York Jets      | V 14–13   | 6–5    | 48,358   |
| 12    | 20/11/1988 | at Miami Dolphins     | V 6–3     | 7–5    | 53,526   |
| 13    | 27/11/1988 | at Indianapolis Colts | S 24–21   | 7–6    | 58,157   |
| 14    | 4/12/1988  | Seattle Seahawks      | V 13–7    | 8–6    | 59,086   |
| 15    | 11/12/1988 | Tampa Bay Buccaneers  | V 10–7    | 9–6    | 39,889   |
| 16    | 17/12/1988 | at Denver Broncos     | S 21–10   | 9–7    | 70,910   |

## Classifiche
| AFC East             | AFC East | AFC East | AFC East | AFC East | AFC East | AFC East | AFC East | AFC East | AFC East |
|                      | V        | S        | P        | %        | DIV      | CONF     | PF       | PS       | Str.     |
| -------------------- | -------- | -------- | -------- | -------- | -------- | -------- | -------- | -------- | -------- |
| Buffalo Bills(2)     | 12       | 4        | 0        | .750     | 7–1      | 10–2     | 329      | 237      | S1       |
| Indianapolis Colts   | 9        | 7        | 0        | .563     | 5–3      | 7–5      | 354      | 315      | V1       |
| New England Patriots | 9        | 7        | 0        | .563     | 5–3      | 7–5      | 250      | 284      | S1       |
| New York Jets        | 8        | 7        | 1        | .531     | 3–5      | 6–7–1    | 372      | 354      | V2       |
| Miami Dolphins       | 6        | 10       | 0        | .375     | 0–8      | 3–9      | 319      | 380      | S1       |